# Zala
Zala är en provins i sydvästra Ungern. Provinsen ligger vid gränsen mot Kroatien och Slovenien och de ungerska provinserna Vas, Veszprém och Somogy. Huvudorten är Zalaegerszeg. 
Den hade 287 043 invånare (2011).